# Wikipedia en polaco
La Wikipedia en polaco (polaco: Wikipedia polskojęzyczna) es una edición de Wikipedia en polaco. Fue iniciada el 26 de septiembre de 2001 como la novena edición de Wikipedia. Esta versión de la enciclopedia contiene actualmente la cifra de 1 652 709 artículos; tiene 1 365 001 usuarios, de los cuales 4338 son activos. Ocupa el undécimo lugar en cuanto a número de artículos, además de ser la segunda Wikipedia de un idioma eslavo con más artículos.
La Wikipedia en polaco fue originada en un proyecto independiente que funcionaba bajo el dominio wiki.rozeta.com.pl. Poco después, gracias a una sugerencia de los fundadores de la Wikipedia en inglés, el sitio fue incorporado a la Wikipedia bajo el dominio pl.wikipedia.com el 12 de enero de 2002, cambiando a pl.wikipedia.org  el 22 de noviembre de ese mismo año. Además, cuenta con el dominio www.wikipedia.pl, que redirige a pl.wikipedia.org.

## Hitos
- 22 de mayo de 2003: 10 000 artículos.
- 31 de diciembre de 2004: 50 000 artículos.
- Julio de 2005: tsca.bot, uno de los bots de la Wikipedia en polaco, es programado para extraer estadísticas de las páginas oficiales de los gobiernos Francés, Polaco e Italiano sobre sus municipios. Pocos meses después, la Wikipedia en polaco contaba con 40 000 artículos más.
- 4 de septiembre de 2005: la Wikipedia en polaco supera a la Wikipedia en neerlandés en número de artículos, convirtiéndose en la sexta mayor Wikipedia.
- 16 de septiembre de 2005: 100 000 artículos.
- 16 de enero de 2006: la Wikipedia en polaco supera a la Wikipedia en japonés en número de artículos, convirtiéndose en la cuarta Wikipedia más grande.
- 26 de enero de 2006: 200 000 artículos.
- 26 de septiembre de 2006: 300 000 artículos.
- 8 de julio de 2007: 400 000 artículos.
- 14 de mayo de 2008: 500 000 artículos.
- 30 de abril de 2009: 600 000 artículos.
- 12 de mayo de 2010: 700 000 artículos.
- 12 de mayo de 2011: 800 000 artículos.
- 4 de junio de 2012: 900 000 artículos.
- 24 de septiembre de 2013: 1 000 000 de artículos.
- 17 de marzo de 2015: 1 100 000 artículos.
- 30 de diciembre de 2016: 1 200 000 artículos.
- 17 de septiembre de 2018: 1 300 000 artículos.
- 14 de diciembre de 2021: 1 500 000 artículos.
- 28 de enero de 2024: 1 600 000 artículos.

## DVD de la Wikipedia en polaco

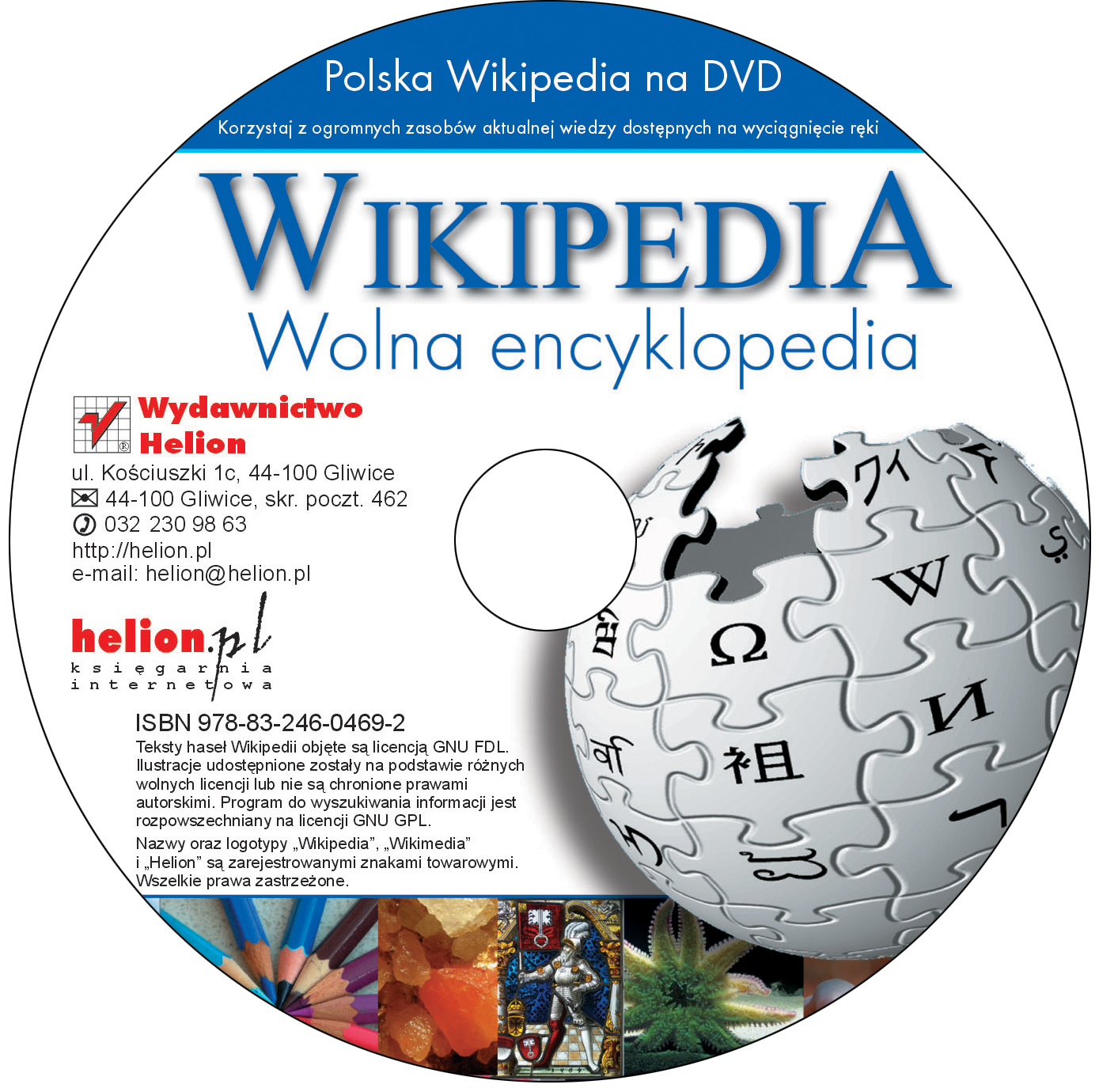
DVD de la Wikipedia en polaco.

La versión polaca de la Wikipedia fue publicada en DVD junto a la versión impresa en la revista Enter SPECIAL en agosto de 2005. Está versión fue publicada antes de contactar con la Fundación Wikimedia, por lo que la versión resultó ser ilegal ya que violaba la licencia GNU GPL. Además, el software utilizado en esta edición no era compatible con Windows 98.
Una nueva edición fue preparada como proyecto conjunto de la Fundación Wikimedia y el publicador polaco Helion. Este DVD contiene todos los artículos escritos antes del 4 de junio de 2006. La edición fue terminada el 24 de noviembre de 2006 de ese mismo año y publicada a finales de julio de 2007. Costaba 39 zloty.

## Intentos de cerrar la Wikipedia en polaco

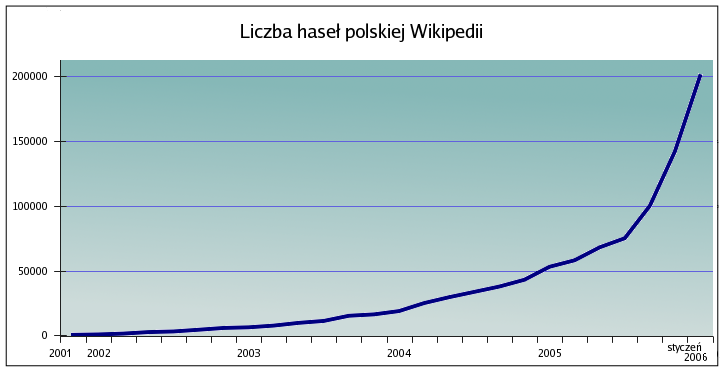
Gráfica del número de artículos de la Wikipedia en polaco desde su comienzo hasta 2006.

El usuario Pietras1988 hizo una propuesta para cerrar Wikipedia en polaco el 16 de julio de 2006, alegando que había más de 250 000 artículos y la mayoría estaban mal escritos y que la mayoría de los administradores eran inactivos y se comportaban mal con los usuarios. La propuesta fracasó ya que hubo muchos más votos en contra que a favor. Nuevamente se propuso cerrar Wikipedia en polaco el 28 de diciembre de 2007, pero la propuesta no tuvo éxito.